# アウグステ・フォン・ヴュルテンベルク
アウグステ・ヴィルヘルミーネ・ヘンリエッテ・フォン・ヴュルテンベルク（Auguste Wilhelmine Henriette Prinzessin von Württemberg, 1826年10月4日 - 1898年12月3日）は、ドイツ・ヴュルテンベルク王国の王族。ヴュルテンベルク王ヴィルヘルム1世と、その3番目の妻でヴュルテンベルク公ルートヴィヒの娘であるパウリーネの間の第3子、次女。
1851年6月17日にフリードリヒスハーフェンにおいて、ザクセン＝ヴァイマル＝アイゼナハ大公子ヘルマンと結婚し、間に2男4女の6人の子女をもうけた。

## 子女
- パウリーネ・イーダ・マリー・オルガ・ヘンリエッテ・カタリーナ（1852年 - 1904年） - 1873年、ザクセン＝ヴァイマル＝アイゼナハ大公世子カール・アウグストと結婚
- ヴィルヘルム・カール・ベルンハルト・ヘルマン（1853年 - 1924年） - 1885年、イーゼンブルク＝ビューディンゲン＝ヴェヒタースバッハ侯女ゲルタと結婚
- ベルンハルト・ヴィルヘルム・ゲオルク・ヘルマン（1855年 - 1907年） - 1900年にマリー・ルイーゼ・ブロックミュラーと貴賤結婚、1905年に伯爵令嬢エリーザベト・フォン・デア・シューレンブルクと再婚
- アレクサンダー・ヴィルヘルム・ベルンハルト・カール・ヘルマン（1857年 - 1891年）
- エルンスト・カール・ヴィルヘルム（1859年 - 1909年）
- オルガ・マリー・イーダ・ゾフィー・パウリーネ・アウグステ（1869年 - 1924年） - 1902年、イーゼンブルク＝ビューディンゲン＝ビルシュタイン侯子レオポルト[2]と結婚